# 장영수 (배드민턴인)
장영수(1982년 8월 21일~)는 대한민국의 배드민턴 선수 출신 배드민턴 지도자로, 선수시절 2002년 아시안 게임에 참가해 금메달을 획득했다.